# Malbrouck
Chlorocebus cynosuros · Vervet malbrouck
Espèce
Synonymes
- Cercopithecus cynosurus (Scopoli, 1786)[2]
- Chlorocebus aethiops cynosurus (Scopoli, 1786)[3]
- Chlorocebus helvescens (Thomas, 1926)[4]
- Chlorocebus katangensis (Lönnberg, 1919)[4]
- Chlorocebus lukonzolwae (Matschie, 1912)[4]
- Chlorocebus pygerythrus cynosurus[3]
- Chlorocebus tephrops (Bennett, 1833)[4]
- Chlorocebus tholloni (Matschie, 1912)[4]
- Chlorocebus weynsi (Dubois & Matschie, 1912)[4]
- Simia cynosuros Scopoli, 1786[2]

Statut de conservation UICN

 LC  : Préoccupation mineure
Le Malbrouck (Chlorocebus cynosuros) est une espèce de primates de la famille des Cercopithecidae. Cette espèce est présente au Congo, en RD Congo, en Angola, en Zambie et en Namibie.